# Sittande

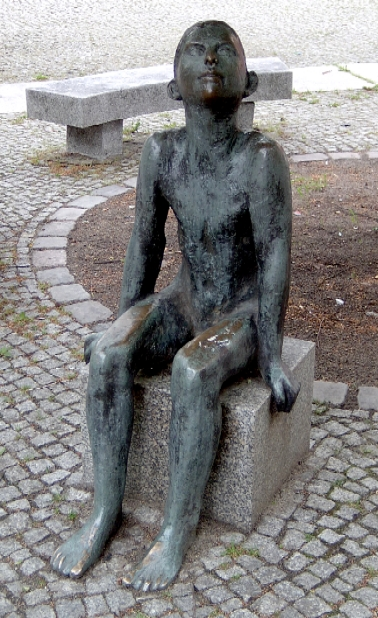
Sitzender Junge ("Sittande pojke") av Werner Stötzer, 1956

Sittande är en grundläggande kroppsställning för människor och vissa djur, där kroppens huvudsakliga stödyta är stjärten i stället för fötterna. Människan placerar i denna hållning överkroppen förhållandevis upprätt och den största delen av kroppsvikten vilar på låren och/eller på skinkorna beroende på hur man sitter. Vid sittande kan delar av kroppen slappna av eftersom muskler och leder, som annars håller kroppen upprätt, är avslappnade och kroppsvikten fördelas på en relativt stor kontaktyta. Spädbarn lär sig att sitta vid fem till nio månaders ålder.
Människor använder ofta möbler för att sitta, till exempel stolar och soffor. I industriländer kan vissa människor sitta ner under stora delar av arbetsdagen, och då blir sittandets ergonomi viktig.
Ordet "sittande" används ibland också för att beteckna den eller de som för tillfället innehar en befattning, till exempel "sittande styrelse" och "sittande ordförande".